# Clivia miniata
Clivia miniata, o más comúnmente clivia, es una especie de planta con flor herbácea, rizomatosa, perteneciente al género clivia y a la familia Amaryllidaceae (Amarilidáceas) oriunda de Sudáfrica.

## Etimología
El nombre genérico deriva del de Charlotte Florentia Clive, duquesa de Northumberland.

## Descripción
Alcanza hasta 50 cm a la sombra de árboles y de arbustos. De hojas planas, gruesas, trenzadas y acintadas, da flores rojizo- anaranjadas, con una débil y muy dulce fragancia; en la actualidad pueden encontrarse especímenes en el mercado de flores blancas y amarillas. Sus frutos comprenden varias bayas verdes agrupadas en la inflorescencia de la vara floral, que se tornan rojizas cuando están completamente maduras.
- Prof. y espaciamiento: planta con la corona arriba de la superficie del suelo y 3 dm entre sí
- Riego: moderado en primavera y otoño, 1 vez por semana y, en verano, de 1 a 3 veces por semana, siendo muy escaso o incluso ninguno en invierno.
- Tolerancia a frío: debe protegerse de heladas – una cubierta, aleros de una casa, o densa canopia arbórea, son usualmente suficientes para –5 °C; pero pierde las hojas a -2 °C, resiste hasta -7 °C, y rebrota en primavera.
- Floración: primavera a verano, a parir del tercer o cuarto año desde la germinación de la semilla. De retoños mucho antes.
- Suelo: Poroso y permeable y con un buen drenaje, con un pH de 5,5-6,5 .
- Exposición: semisombra a plena sombra. Nunca luz solar directa, sobre todo durante el verano. Muy popular como planta de interior.
- Clima: fresco a subtropical.
- Poda: No requiere, salvo quitar hojas y las varas florales marchitas.
  - Fertilizante: Disminuir de un 25 a un 50% (la mitad) la cantidad indicada por el fabricante, pero aplicándolo regularmente desde temprana primavera a mediados de verano, logrando así un crecimiento adecuado y vigoroso.
- Propagación: por semilla, o reproducción asexual a través de retoños (hijuelos) que aparecen alrededor de la planta madre.

Contiene pequeñas cantidades de licorina: tóxico.

## Sinonimia
- Imantophyllum miniatum (Lindl.) Hook. (1854).
- Vallota miniata Lindl. (1854).
- Imatophyllum miniatum (Lindl.) Groenl. (1859).
- Clivia sulphurea Laing (1858).
- Imatophyllum atrosanguineum F.N.Williams (1888).[3]

## Galería

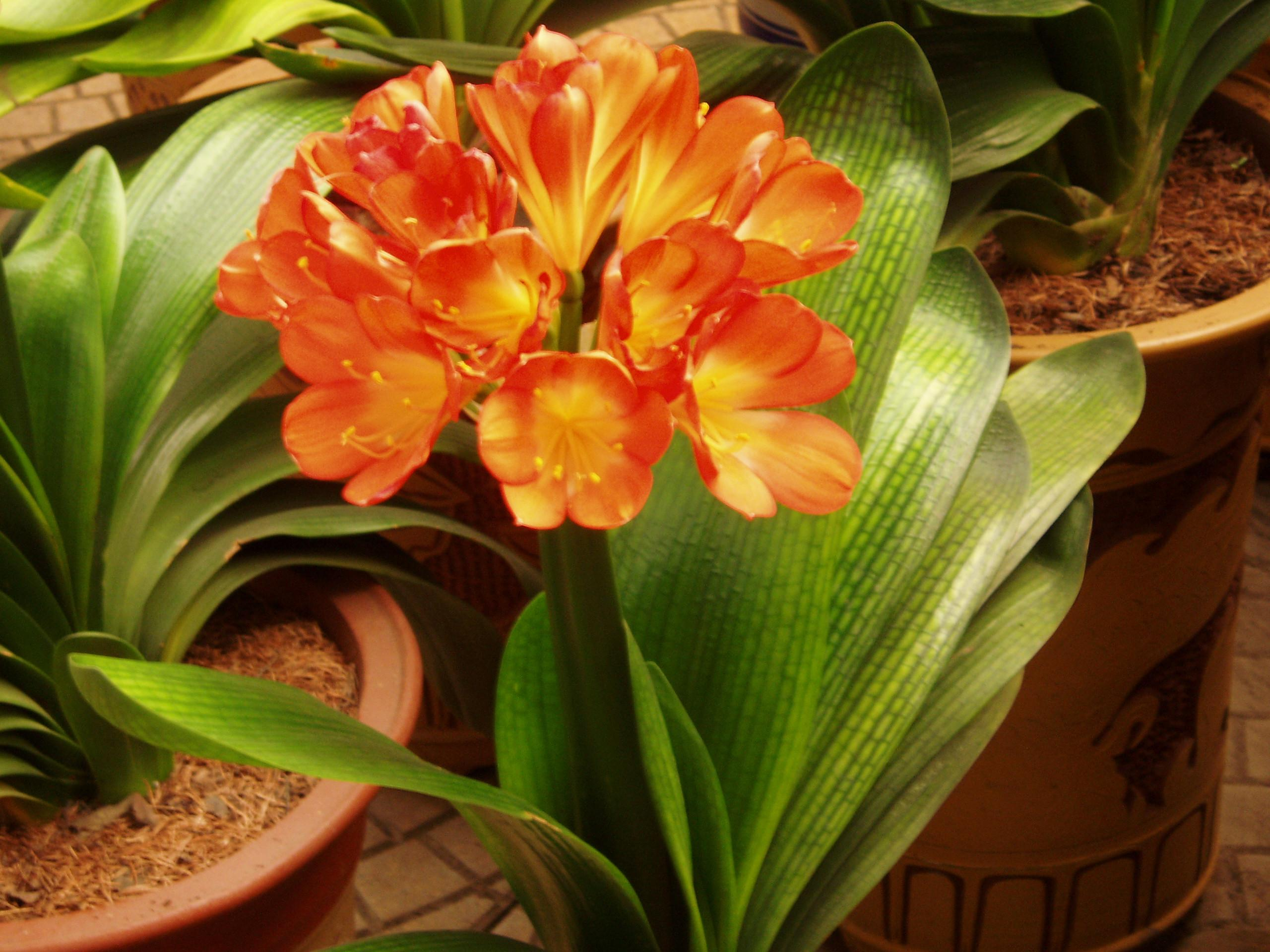
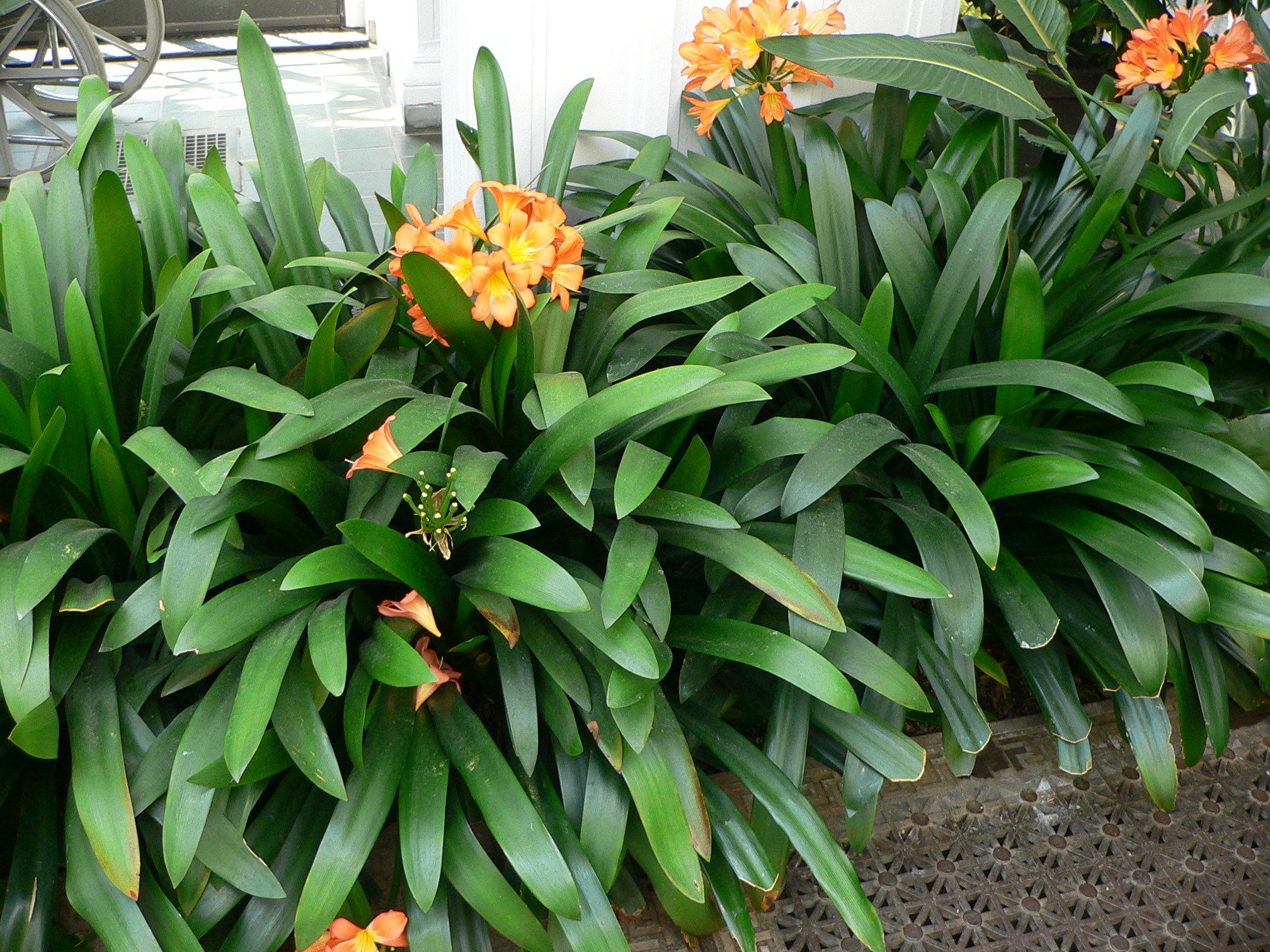
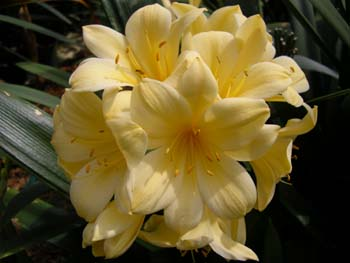
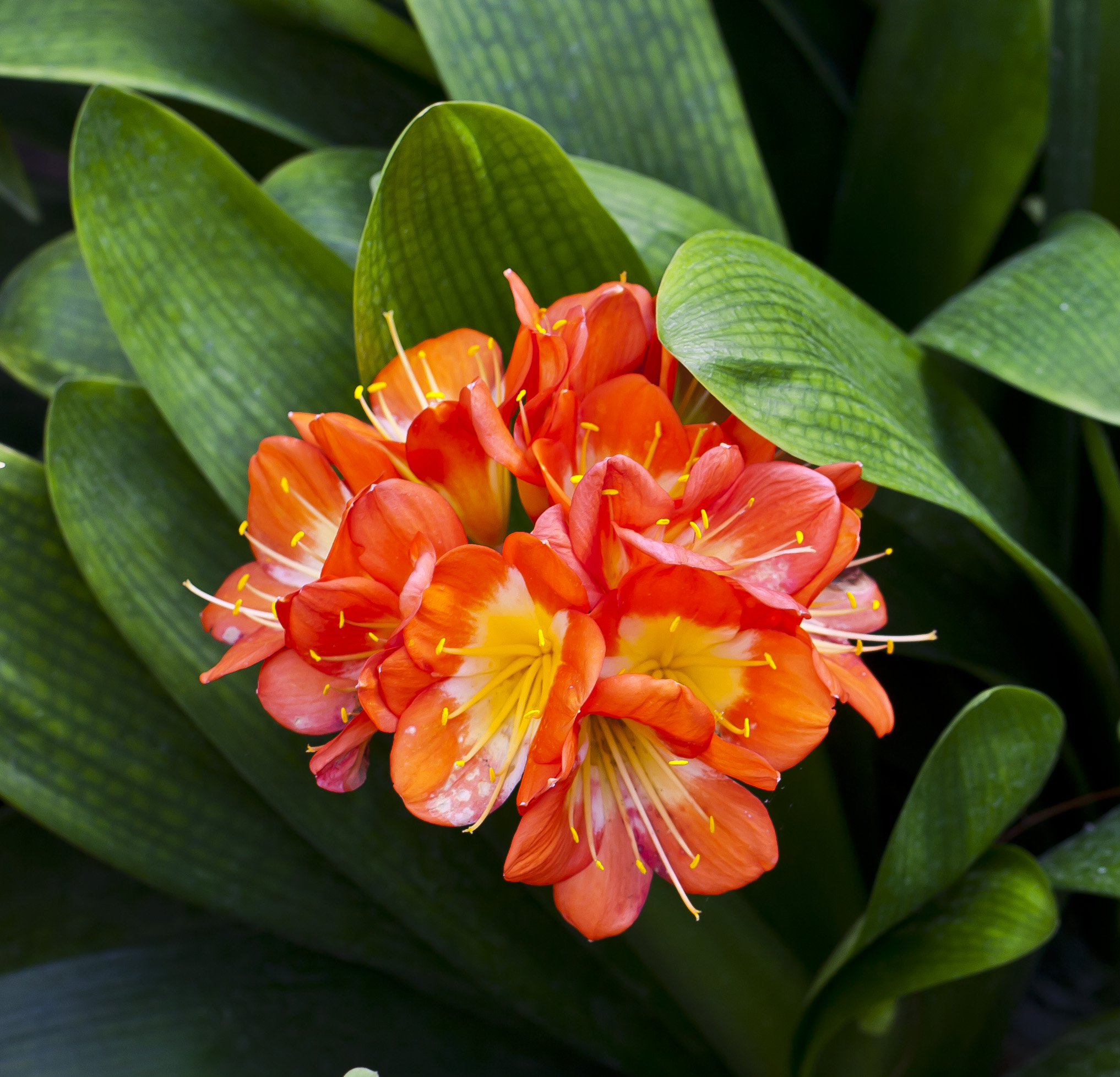
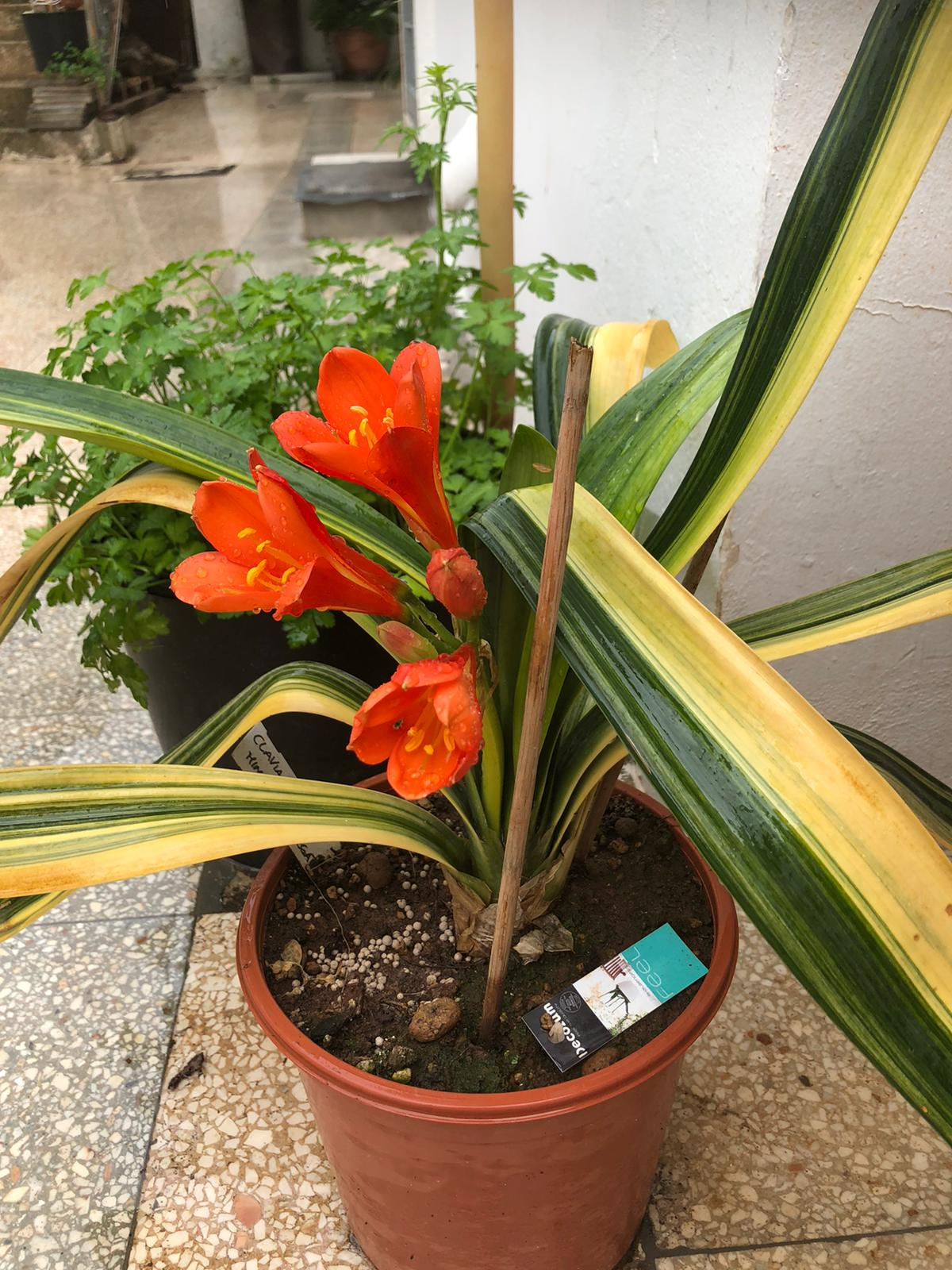
Clivia miniata variegata